# گویش بیذوی
گویش بیزُوُی یا بیزَوی گویش مردم روستای ابوزید آباد و چند روستای پیرامون آن از دسته زبان های ایران مرکزی است.این گویش، گویشی از زبان راژی  و متعلق به دسته زبان‌های ایران مرکزی است.
پیر لکوک ، ابوزیدآبادی را یکی از گویش های رایج در ناحیه مرکزی ایران می داند. (اشمیت ۱۳۸۷:۵۱۷) یارشاطر نیز گویش های مرکزی ایران از جمله ابوزیدآبادی را به گروه گویش‌های مرکزی یا مادی مربوط می داند. مردم این منطقه با جمعیتی حدود ۱۲ هزار نفر به‌طور گسترده به زبان راژی ابوزیدآبادی سخن می گویند. نام این منطقه در زبان محلی، بیزُوُی می‌باشد (اشتباها بیذُوُی نوشته شده که غلط است) و مردم آران و بیدگل و فارسی‌زبانان اطراف کاشان تا دلیجان آن را بوزآباد می‌خوانند. بوز در زبان فارسی زرتشتیان یزد به معنی «بوی» است، و همین واژه در زبان پهلوی به گونه بُوز (همسنگ بُرد) خوانده می‌شود و در زبان اوستایی به‌گونه بَئُذَ است. پسوند «وُی» در این شهر در نام «هَیَ وُی» نیشابور و «بُرْمُ وُیْ» بوئین زهرا و به‌گونه «وا» در«مهروا»ی نیشابور هنوز کاربرد دارد که همان پسوند «آباد» در دیگر نام‌هاست. بنابراین بیزوی به تلفظ محلی نیز همان بوزآباد است. در کتاب‌های باستانی‌ای که دربارهٔ شهر نیشابور و کوی‌ها و برزن‌های آن سخن رفته، نام یکی از برزن‌های آن را «بویاباد» آورده‌اند که گونه‌ای دیگر از همین نام بوزآباد است. آمارگران دولتی برای اولین بار که اقدام به ثبت نام رسمی بیزوُیْ کردند به علت ناآشنایی به گویش محلی و معنی نام اصلی، آن را به گونه ابوزیدآباد ثبت نمودند. گونهٔ بسیار شبیه این گویش در ابیانه که در نزدیکی نطنز قرار دارد قابل مشاهده‌است. به قول اهالی ابیانه: ما با ابوزیدآبادی ها هم سفره ایم.

## کتاب فرهنگ بیزُوُی
کتاب فرهنگ بیزُوُی در سال ۱۳۷۴ برای اولین بار به کوشش سه پژوهشگر ایرانی آقایان عباس مزرعتی، علی مزرعتی و دکتر محمد مزرعتی و با یاوری دکتر فریدون جنیدی رئیس سازمان پژوهش فرهنگ ایران (بنیاد نیشابور) به چاپ رسید. این کتاب شامل پیشگفتار آقای دکتر جنیدی، مطالعات پیشین پژوهشگران (مانند دکتر Pierre Lecoq از کشور بلژیک، دکتر احسان یارشاطر)، واژه‌نامه، گردش چند فعل، مثل‌ها، شعر و شوخی‌های محلی، افسانه‌ها، زبانزدها، بازی‌ها، نحوه قالی‌بافی و خواندن نقشه قالی و مراسم مذهبی و غیره‌است. این کتاب در سال ۱۳۸۰ دوباره به چاپ رسیده‌است. انتشارات پارس پیدورا و نشر بلخ، وابسته به سازمان پژوهش فرهنگ ایران کار نشر این کتاب را بر عهده دارند{۱}.

## زبان بیزُوُی
زبان مردمان بیزوی (ابوزیدآباد) نشان از داستان زندگی آریاییان نخستین دارد و با همه ویژگی‌ها پیوند آشکار با دیگر زبان‌های ایرانی مانند پهلوی، اوستایی، تالشی، مازندرانی، تاتی، کردی، لری ، سمنانی، ارمنی، دری، زرتشتی، دامغانی، نیشابوری و .. دارد که خود نشان دهنده یگانگی فرهنگ و مردمانی است که در گستره ایران فرهنگی می‌زیند و در همه غم‌ها و شادی‌ها و شکست‌ها و پیروزی‌ها یار و یاور یکدیکر هستند.{۲}